# 埼玉県六校応援団連盟
埼玉県六校応援団連盟（さいたまけんろっこうおうえんだんれんめい）とは、埼玉県内の高校の特定した（主に旧制中学からの歴史を有する県立高校）6校の、部活動として存続する学生応援団で構成された組織である。

## 加盟団体
- 春日部高等学校応援指導部
- 川越高等学校應援團
- 浦和高等学校応援団
- 熊谷高等学校應援團
- 不動岡高等学校応援部
- 松山高等学校應援團

## 沿革
1977年（昭和52年）夏頃、春日部高校応援指導部の当時の幹部が、東京六大学応援団連盟主催の『六旗の下に』を観て感動し、これに倣ったステージ演技開催を提案した。その際、参加校を旧制中学のナンバースクールである四校（旧制一中から四中）とし、浦和高等学校応援団をはじめ、熊谷髙等学校應援團、川越高等学校應援團の4校より相互賛同が得られ、その年の9月、前身である『埼玉県四校応援団連盟』が創立した。
その後、1979年（昭和54年）に、先代からの加盟希望や、同じ旧制中学からの歴史を有するなどの背景により、不動岡高校応援部が新たに加盟して『埼玉県五校応援団連盟』となった。
そして、1985年（昭和60年）秋に、先代以前からの熱心な加盟希望（その1985年には、連盟組織化発案校の春日部高校宛てに、加盟嘆願の文書も届いていた）や、同じ旧制中学の歴史を有することにより、既に加盟の5校の相互賛同も得られ、松山高等学校應援團が新たに加盟し、現在の『埼玉県六校応援団連盟』となり、活動している。
2008年に公開された映画『フレフレ少女』（主演新垣結衣）の応援指導を熊谷髙等学校應援團、川越高等学校應援團が行っている。

## 主な活動
連盟主催のステージ演技である『日輪の下に』を、主幹校の体育館にて開催している。これは、基本として、各校の応援団が、運動部が活躍するための「縁の下の力持ち」的な存在で、普段は目立つことのない応援団の活動を、多くの来場者に少しでも理解して頂くことと、加盟校同士の親睦を深め、リーダー技術を切磋琢磨し、団結力を高めることの、2つの目的がある。なお、連盟創立当初は、年2回の開催であったが、1980年から、年1回の開催となっている。
その他の活動として、毎年5月に、埼玉県高等学校総合体育大会開会式に招かれて、競技選手へエールを贈っている。また、2008年（平成20年）7月28日に、埼玉県で開催される高校総体（インターハイ）の開会式（さいたまスーパーアリーナで開催）では、大会を盛り上げる目的で、埼玉県高体連から競技者達にエールを贈って欲しいと要請を受けて、応援演技を披露した。

## 加盟校の主な特徴

### 春日部高等学校応援指導部
創部が大正13年と、「東部の雄」として、県下の応援団の中では最も永い伝統を誇る。
1957年（昭和32年）から数年にわたり、慶應義塾大学應援指導部よりコーチを招き、正しいリーダー技術の指導を受けている歴史がある。連盟組織化の提案校である。

### 川越高等学校應援團
1954年（昭和29年）に生徒会の募集で臨時に編成されたのが前身。1959年（昭和34年）に全国高校野球選手権大会に出場しており、1965年（昭和40年）には、早稲田大学応援部よりコーチを招いてリーダー技術の指導を受けている歴史がある。

### 浦和高等学校応援団
創部は1951年（昭和26年）。いったん消滅したが1957年（昭和32年）に復活した。1995年（平成7年）には浦和高校OBのタケカワユキヒデによる『勝て浦高突き進め』が作られた。1957年から2002年まで神奈川県立湘南高等学校と、長きにわたって親睦があった。その湘南高校と定期戦（湘南戦）が毎年行われていた。

### 熊谷髙等学校應援團
創部は1942年（昭和17年）。「県北の雄」として名高く、1951年（昭和26年）の全国高校野球選手権大会で準優勝に輝いた当時を髣髴とさせるバンカラ。

### 不動岡高等学校応援部
加盟校の中で、唯一の男女共学校（他の5校は、男子校）。1965年（昭和40年）に同好会として発足したのが前身で、その翌年の1966年（昭和41年）に部に昇格し、創部された。2008年には部員が1名となったことから、女人禁制を解き、2009年には女子部員が団長となった。

### 松山高等学校應援團
創部は大正14年。1972年（昭和47年）以降休部状態に陥ったが、1982年（昭和57年）に3年生30名ほどで復活。1984年（昭和59年）の全国高校野球選手権大会埼玉大会の決勝戦に進出、翌1985年（昭和60年）に六校応援団連盟に加入した。
その埼玉大会決勝戦を観戦していた、当時明治大学應援團に在籍していた同校のOBからコーチを受けている歴史がある。